# French Tech
La mission French Tech, ou simplement French Tech, est une administration publique française chargée de soutenir la structuration et la croissance de l’écosystème des start-ups françaises, en France et à l'étranger. Au départ simple label attribué aux grandes métropoles comprenant un nombre notable d'entreprises innovantes, l'organisation s'est structurée au fil des années pour intégrer des missions telles que l'aide au développement à l'étranger, la facilitation des démarches administratives des entreprises ou l'accélération de start-ups. Elle est également à l'origine des labels Next40 et FT120.

## Historique

### Lancement du label French Tech
Le 27 novembre 2013, Fleur Pellerin, ministre déléguée chargée du Numérique et Louis Gallois, commissaire général pour l'investissement, officialisent la création du label « French Tech », terme préféré à « quartiers numériques » initialement choisi, car plus porteur à l'étranger. Il s'accompagne d'une enveloppe de 200 millions d'euros d'investissements. Son objectif est de mobiliser acteurs privés et publics pour favoriser la croissance et le rayonnement international des start-ups françaises, dans le but de faire émerger l'équivalent d'un Google français ou européen. En novembre 2014, neuf grandes villes françaises, parmi lesquelles Paris, Nantes ou Montpellier, reçoivent le label French Tech, valable pour trois ans. Cette première vague de labellisations fait suite à un audit de chaque ville candidate, où ont notamment été évalués le nombre de start-ups locales et leurs levées de fonds ou la présence dincubateurs et accélérateurs d'entreprises.
L'année suivante, Emmanuel Macron, ministre de l'Économie et Axelle Lemaire, successeure de Fleur Pellerin, annoncent un plan de développement de l'attractivité de la French Tech à l'étranger, notamment via un volet événementiel et le renforcement des French Tech Hubs, fédérant les communautés de start-uppers installées à l'étranger comme à Londres, Singapour ou Tel Aviv. Est également créé le French Tech Ticket, dispositif destiné à attirer les jeunes entrepreneurs étrangers, avec un objectif de 100 à 150 start-ups par an. Il donne à chaque entrepreneur un titre de séjour et une bourse de 1 500 euros par mois pendant un an ainsi qu'une aide à l'installation.

### La mission French Tech
Jusque-là installée au ministère de l'Économie et des Finances, à Bercy, la French Tech déménage en septembre 2017 pour s'installer dans les locaux de Station F, plus grand incubateur du monde inauguré le 29 juin précédent au sein de la halle Freyssinet, à Paris. Ce déménagement acte l'évolution du label en une structure de soutien à l'entrepreneuriat, avec l'objectif de rapprocher tous les acteurs de l'économie et de l'innovation : administration, start-ups ou instituts de recherche. La mission propose ainsi une simplification des démarches administratives pour les start-ups françaises ou l'accueil d'entrepreneurs étrangers et chercheurs voulant soumettre des projets d'entreprises.
La stratégie de la mission French Tech est recentrée sur trois axes en octobre 2018 : aider les startups à passer à l'échelle pour devenir des scale-ups, promouvoir la "tech for good" à l'impact social positif et mieux intégrer les femmes et la mixité sociale dans un écosystème tech jugé trop blanc, masculin et issus de milieux sociaux favorisés. Les métropoles en France et hubs à l'étranger labellisés French Tech, critiqués pour leur manque de dynamisme, sont remplacés par des capitales et communautés, ces dernières pouvant également être créées en France et être thématiques, dès lors qu'au moins vingt-cinq entrepreneurs s'accordent pour en lancer. Ce nouveau système place l'entrepreneur au coeur des initiatives et il n'est alors plus un simple acteur parmi d'autres entités publiques ou privées.
En 2023, dix ans après le lancement du label « French Tech », on constate que celui-ci a acquis une certaine notoriété, appuyée par une nette hausse des investissements dans l'écosystème et un nombre grandissant de licornes françaises, start-ups valorisée plus d'un milliard d'euros, comme ManoMano ou BlaBlaCar. Il participe ainsi à faire connaître le secteur, qui dénombre 25 000 start-ups cette année-là pour un million d'emplois directs ou indirects créés, auprès du grand public. Néanmoins, la France n'a pas fait émerger à cette date d'acteurs de niveau mondial.

### Next40 et FT120

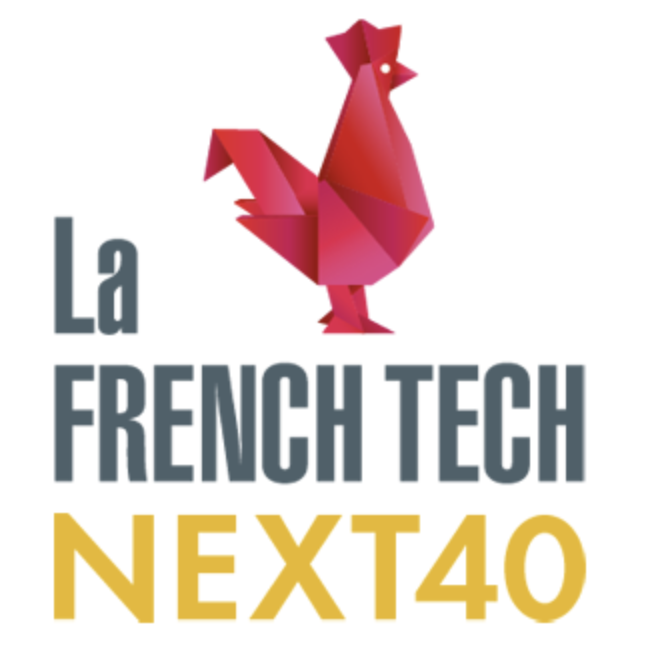
Logo du label Next 40

Le gouvernement français crée au sein de la French Tech le label Next40 en 2019 pour soutenir et promouvoir quarante jeunes entreprises françaises qu'il considère comme prometteuses et susceptibles de remplacer un jour les membres du CAC 40. Il ne s'agit néanmoins pas d'un indice boursier. Des start-ups ayant connu une ascension certaine composent la première promotion, comme Doctolib, Mirakl ou Contentsquare. D'autres, en revanche, ont connu des destins moins glorieux, entre rachats et redressements judiciaires, comme Sigfox ou Cityscoot. Le FT120, pour French Tech 120, lancé au même moment et intégrant une sélection plus large de 120 start-ups, est considéré comme l'antichambre du Next40, les membres de ce dernier intégrant les deux labels.

## Direction de la French Tech
En 2014, David Monteau, ancien de l'INRIA, devient le premier directeur de la Mission French Tech.
En mai 2018, David Monteau est remplacé par Kat Borlongan, alors dirigeante de Five by Five, agence spécialisée dans l'innovation qu'elle a cofondée en 2013.
En 2021, Clara Chappaz est nommée directrice de la French Tech, succédant à Kat Borlonga.
En septembre 2024, Julie Huguet, cofondatrice de la plateforme de mise en relation entre freelances et entreprises, Coworkees, devient la nouvelle directrice de la Mission French Tech.

## Villes labellisées

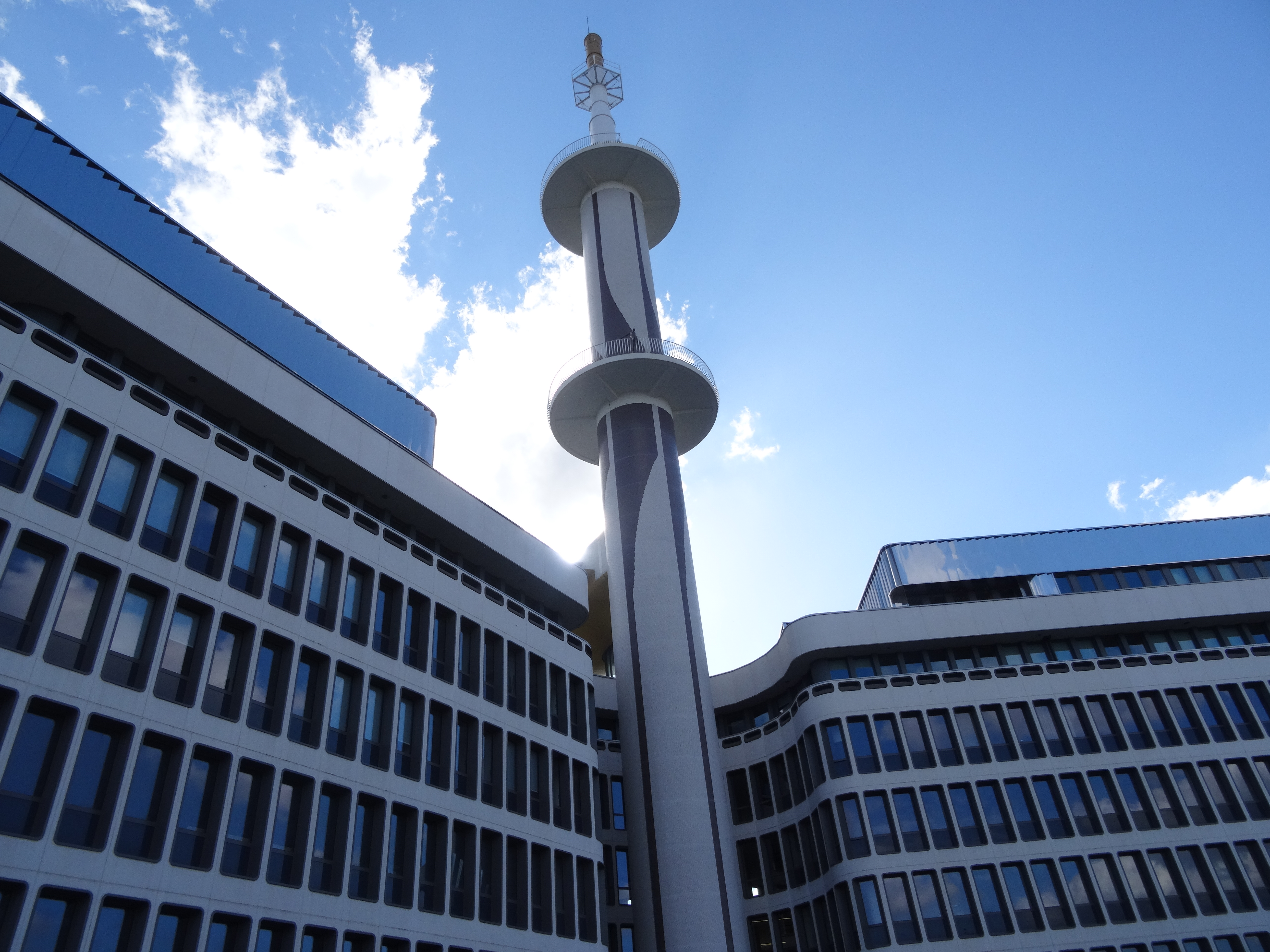
Le Mabilay, siège de la French Tech Rennes Saint-Malo

Le réseau French Tech est principalement basé en France métropolitaine ; il compte en 2016 treize métropoles labellisées en leur nom. À partir de 2015 sont mis en place les réseaux thématiques French Tech auxquels appartiennent les métropoles labellisées mais également d'autres écosystèmes locaux. Toutefois l'appartenance à un réseau thématique French Tech ne confère pas le label à la métropole concernée. Faute d'avoir trouvé leur modèle, les réseaux thématiques sont supprimés en 2018.
En novembre 2014, neuf métropoles (Aix-Marseille, Bordeaux, Grenoble, Lille, Lyon, Montpellier, Nantes, Rennes et Toulouse) sont labellisées.
En juin 2015, quatre nouveaux « écosystèmes » sont labellisés :
- Brest (Finistère), avec ses partenaires Lannion, Quimper et Morlaix
- Normandie, avec les villes de Rouen, Caen et Le Havre
- Nice (Alpes-Maritimes), avec ses partenaires Sophia Antipolis, Grasse et Cannes
- Lorraine, avec les villes de Metz, Nancy, Épinal et Thionville

Puis en juillet 2016 est créé :
- Dans les Alpes, avec les villes de Chambéry, Annecy, Grenoble, Valence et Romans-sur-Isère [17]
- Besançon Bourgogne Franche-Comté Medtech Biotech[18]

À cette liste se rajoutent quatre écosystèmes thématiques :
- Saint-Étienne pour le design (« Design Tech »)
- Angers[19] pour l'industrie (« Industry Tech »)
- Avignon pour la culture (« Culture Tech »)
- Alsace pour les sciences (« Med Tech » et « Bio Tech »)

Par la même occasion, la ministre Axelle Lemaire annonce que New York devient la première ville étrangère à être labellisée French Tech en 2015.
Initialement prévues pour le printemps 2016, de nouvelles labellisations pour des réseaux thématiques sont annoncées le 25 juillet 2016 à Laval, où les 13 métropoles French Tech sont également confirmées par Emmanuel Macron, ministre de l'Économie et du Numérique, et Axelle Lemaire, secrétaire d'État chargé du numérique. Les réseaux thématiques sont au nombre de neuf : HealthTech : BioTech MedTech e-sante ; IoT Manufacturing ; EdTech Entertainment ; CleanTech Mobility ; FinTech ; Security Privacy ; Retail ; FoodTech. Outre les métropoles French Tech, ils rassemblent les pôles de développement suivants : Alsace, Amiens, Angers, Avignon, Chalon-sur-Saône, Clermont-Ferrand, Dijon, Grand Besançon Métropole, Hossegor - Saint-Jean-de-Luz, Laval, La Réunion, Le Mans, Limoges,, Angoulême - La Rochelle – Niort - Poitiers, Nogent / Haute Marne, Reims, Saint-Étienne, Saint-Quentin, Tarbes, Toulon, Vendée.

### La French Tech Rennes Saint Malo
Labellisée parmi les premières villes en 2014, Rennes s'est associée à la Ville de Saint-Malo. Un bâtiment Totem a ouvert en septembre 2016 sur 2000 m² proposant 3 étages : un start-up hôtel qui regroupe plusieurs start-up rennaises, un étage dédié au travail collaboratif et un étage permettant de recevoir des événements.
La French Tech Rennes Saint-Malo sponsorise un trimaran.
Depuis 2018, l'association chargée de la French Tech Rennes Saint-Malo se nomme Le Poool.

### Le réseau French Tech
La French Tech se compose de 121 entités à travers le monde dont 13 capitales et 45 communautés en France, ainsi que 63 communautés à l'étranger.
À l'étranger, des villes comme Londres en Grande-Bretagne, Abidjan en Côte d'Ivoire, Hong Kong ou encore Shenzhen en Chine, font partie des French Tech Hubs officiellement labellisés.